# Clovis (Nuevo México)
Clovis es una ciudad ubicada en el condado de Curry en el estado estadounidense de Nuevo México. En el Censo de 2010 tenía una población de 37 775 habitantes y una densidad poblacional de 637,46 personas por km².

## Geografía
Clovis se encuentra ubicada en las coordenadas 34°26′18″N 103°11′21″O / 34.43833, -103.18917. Según la Oficina del Censo de los Estados Unidos, Clovis tiene una superficie total de 59,26 km², de la cual 58,83 km² corresponden a tierra firme y (0,73%) 0,43 km² es agua.

## Historia

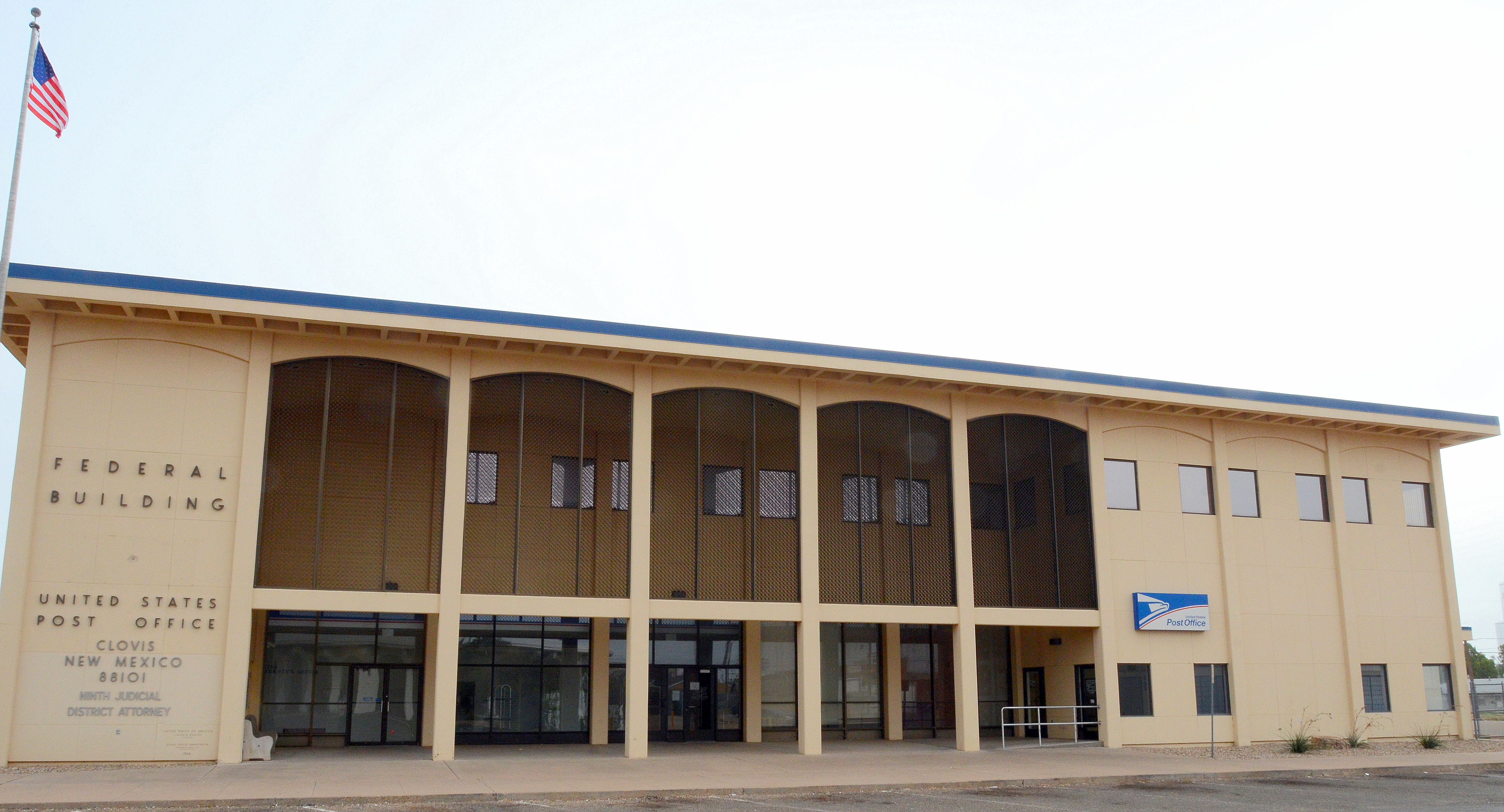
Edificio federal y oficina de correos

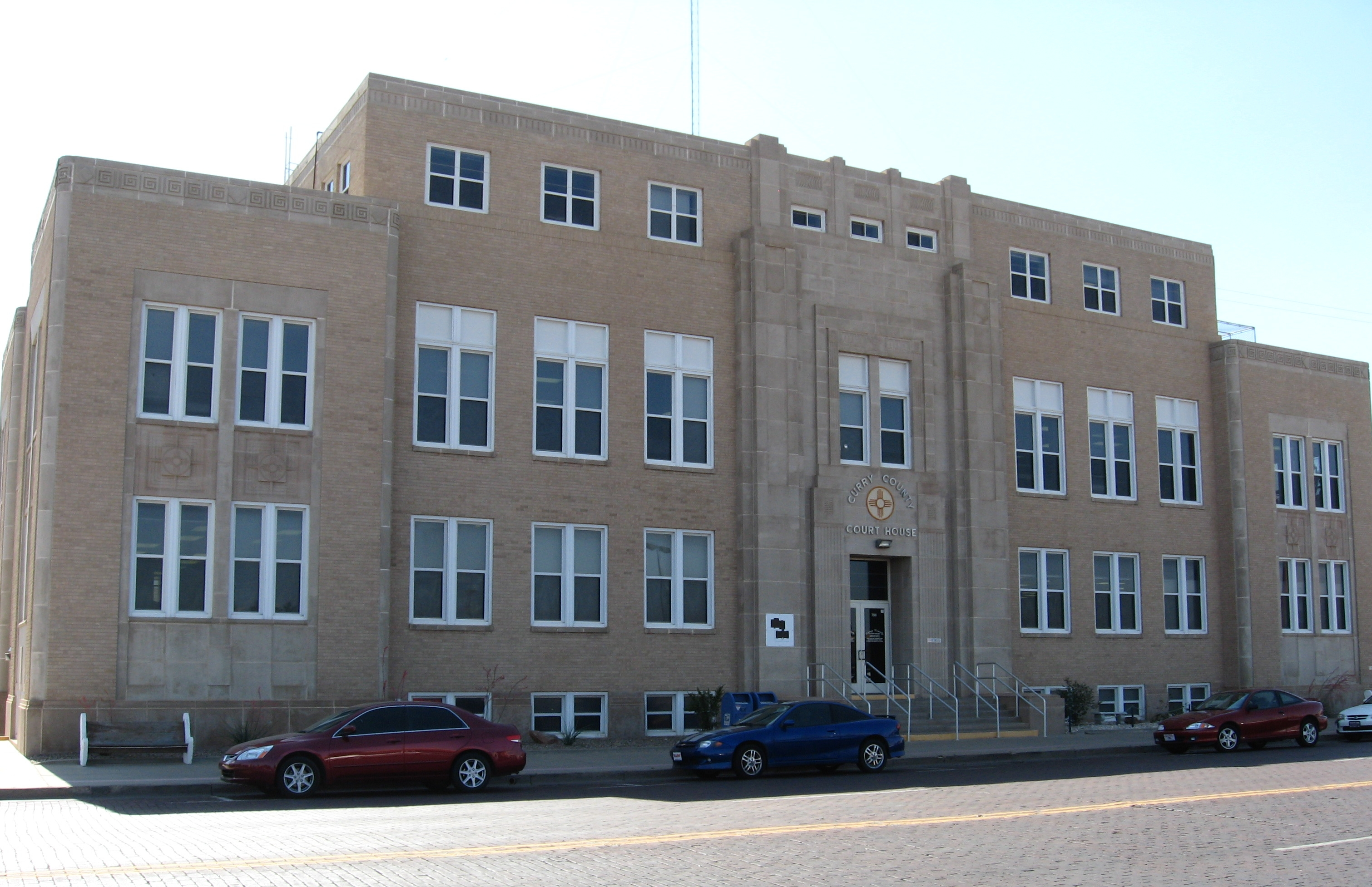
Palacio de Justicia del Condado de Curry

Desde los años treinta se excavaron yacimientos arqueológicos a pocos kilómetros del pueblo, donde se encontraron en 1932 restos de la cultura llano (más conocida como cultura clovis), que existió entre el 9050 y el 8800 a. C. Hasta fines del siglo XX se la consideraba la cultura más antigua del continente americano. Se cree que su extinción fue provocada por un hipotético meteorito (llamado Clovis), que habría caído en la zona de los Grandes Lagos entre Estados Unidos y Canadá y que habría extinguido a los grandes mamíferos que eran la base de la alimentación de la etnia clovis.

## Demografía
Según el censo de 2010, había 37 775 personas residiendo en Clovis. La densidad de población era de 637,46 hab./km². De los 37 775 habitantes, Clovis estaba compuesto por el 68,45% blancos, el 6,95% eran afroamericanos, el 1,12% eran amerindios, el 1,42% eran asiáticos, el 0,11% eran isleños del Pacífico, el 17,68% eran de otras razas y el 4,27% pertenecían a dos o más razas. Del total de la población el 41,84% eran hispanos o latinos de cualquier raza.

## Educación
Las Escuelas Municipales de Clovis gestiona escuelas públicas.